# Huaiyin, Jinan
Huaiyin är ett stadsdistrikt i Jinan i Shandong-provinsen i norra Kina.